# Plan Snowy Mountains

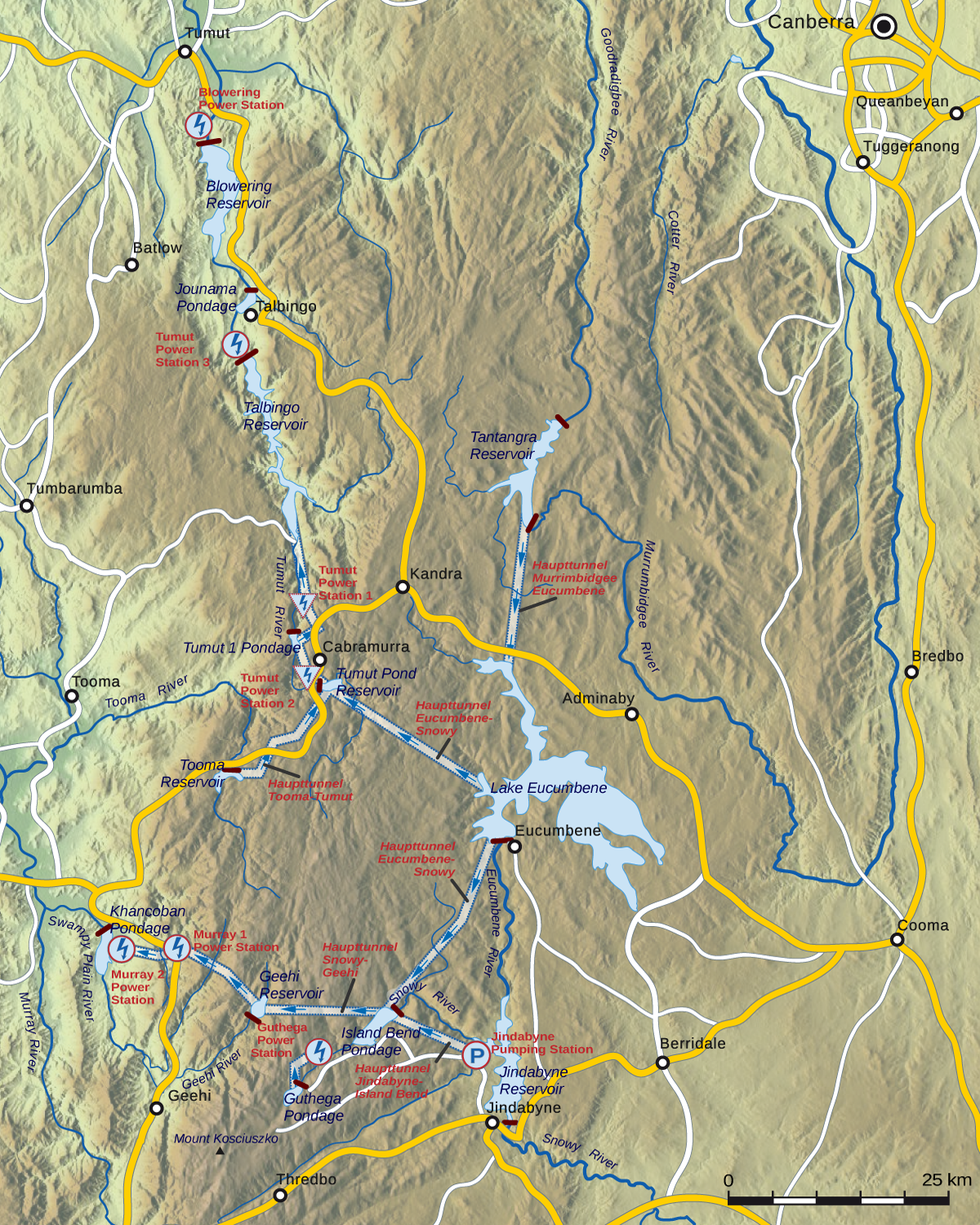
Mapa del Plan Snowy Mountains

El Plan Snowy Mountains (Snowy Mountains Scheme en inglés) es un sistema hidroeléctrico y de regadío en el sureste de Australia. Abarca dieciséis presas principales, siete centrales hidroeléctricas, una estación de bombeo y 225 km de túneles, tuberías y acueductos construidos entre 1949 y 1974. 
El agua del río Snowy y alguno de sus tributarios, que antaño discurrían por las llanuras de East Gippsland hasta el mar de Tasmania en el sur del océano Pacífico, se captura a altas cotas y se lleva a la cuenca de los ríos Murray y Murrumbidgee a través de dos redes de túneles que surcan las montañas Snowy.
El agua baja 800 metros a través de grandes centrales hidroeléctricas que generan potencia en los picos de carga del Territorio de la Capital Australiana, Nueva Gales del Sur y Victoria.
Se construyó bajo supervisión del ingeniero William Hudson y es el mayor proyecto de ingeniería llevado a cabo en Australia. El Plan Snowy Mountains es considerado por muchos como "un hito decisivo en la historia de Australia y un importante símbolo de su identidad como un país independiente, multicultural y rico en recursos".